# Gare de Lacourtensourt
Gare de Lacourtensourt – przystanek kolejowy w Aucamville, w departamencie Górna Garonna, w regionie Oksytania, we Francji.
Został otwarty w 1856 przez Compagnie des chemins de fer du Midi et du Canal latéral à la Garonne. Jest przystankiem kolejowym Société nationale des chemins de fer français (SNCF), obsługiwanym przez pociągi TER Midi-Pyrénées.